# TO-20
Se denomina TO-20 a la actual circunvalación de Toledo, que comienza en el pk. 68 de la A-42 y concluye en el pk. 2,5 de la N-403, lo cual tendría una longitud total de 1,2 kilómetros.

## Salidas
- 0  Toledo - Avenida de Portugal
- 1  Ávila - Toledo  A-5   N-403

- Datos: Q3512275